# Tramezaïgues
Tramezaïgues ist eine französische Gemeinde mit 35 Einwohnern (Stand 1. Januar 2022) im Département Hautes-Pyrénées in der Region Okzitanien. Sie gehört zum Arrondissement Bagnères-de-Bigorre und zum Kanton Neste, Aure et Louron.

## Geographie
Die Gemeinde liegt in der historischen Provinz Bigorre und in der Landschaft Pays d’Aure.
|           | Cadeilhan-Trachère                          |                   |
| Aragnouet | Kompassrose, die auf Nachbargemeinden zeigt | Saint-Lary-Soulan |
|           | Bielsa (Spanien)                            |                   |

Der Gemeindehauptort liegt in über 960 m auf der linken Seite des Vallée d’Aure, durch das der Fluss Neste verläuft. Das Gemeindegebiet wird außerdem von dessen Zuflüssen Neste du Moudang und Ruisseau de Lassas durchquert. An der nordöstlichen Gemeindegrenze mündet die Neste de Rioumajou in die Neste. Der Ort liegt etwa 50 km südöstlich von Lourdes. Die Gemeinde hat unter anderem aufgrund der Höhenlage eine äußerst geringe Bevölkerungsdichte.
Die Gemeinde liegt südwestlich der Gemeinde Saint-Lary-Soulan im Nationalpark Pyrenäen.

## Bevölkerungsentwicklung
Die Entwicklung der Einwohnerzahl ist durch Volkszählungen, die seit 1962 durchgeführt werden, bekannt. Im 21. Jahrhundert werden in Gemeinden mit weniger als 10.000 Einwohnern alle fünf Jahre Volkszählungen durchgeführt, in größeren Städten jedes Jahr.
| Jahr      | 1962 | 1968 | 1975 | 1982 | 1990 | 1999 | 2004 | 2006 | 2009 | 2011 |
| Einwohner | 71   | 52   | 38   | 33   | 27   | 30   | 32   | 32   | 33   | 32   |

## Verwaltung
Seit März 2001 ist Gérard Palasset Bürgermeister (maire) der Gemeinde Tramezaïgues.

## Sehenswürdigkeiten

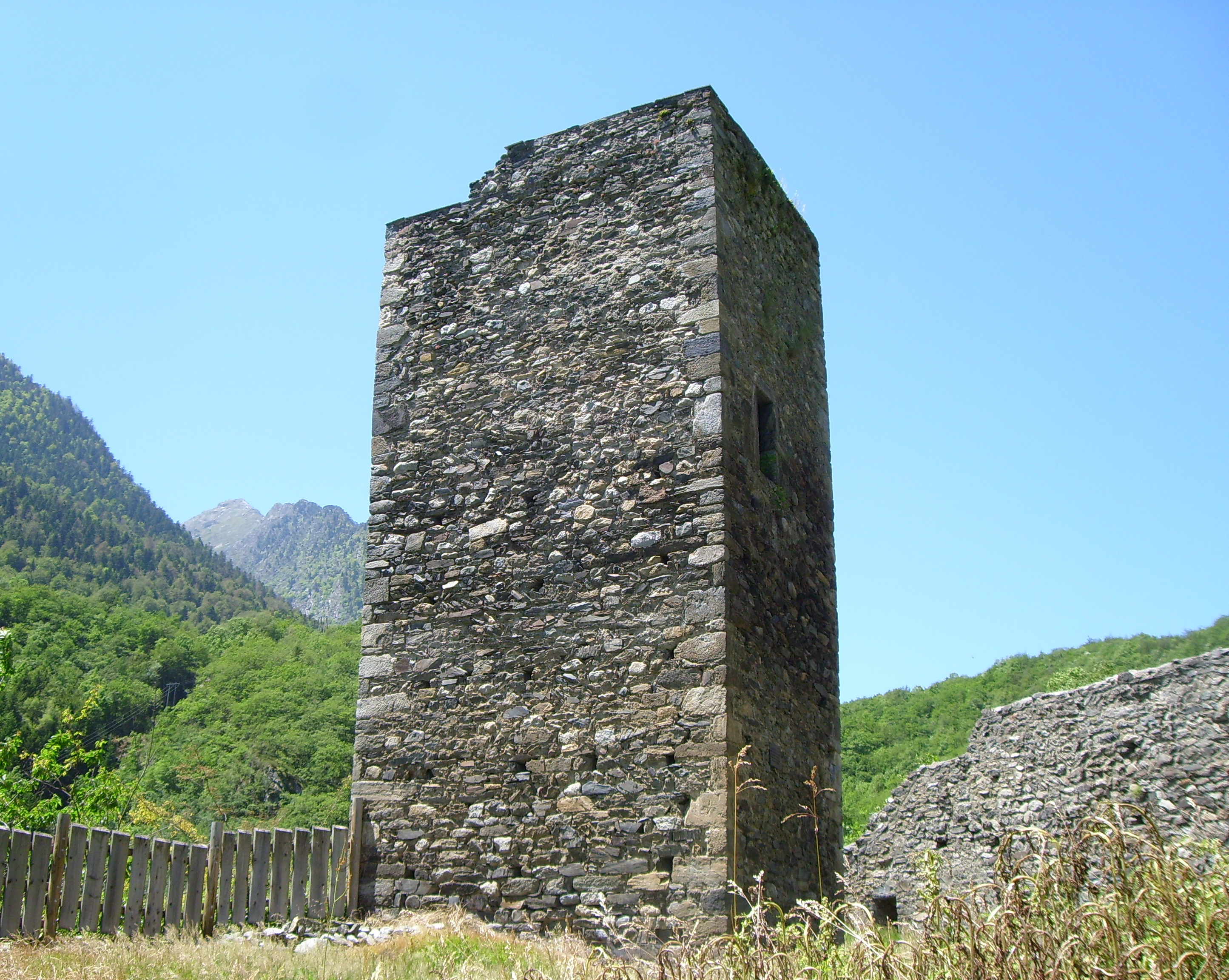
Turm der Ruine in Tramezaïgues

Die Gemeinde verfügt über mehrere Kulturdenkmäler, die als Monument historique eingestuft sind.
- Ruines du château de Tramezaygues (deutsch: Ruinen des Schloss Tramezaïgues): erbaut im 12. Jahrhundert, renoviert 1990 und seit 1980 Monument historique.
- Église Saint-Denis Saint-Nicolas (deutsch: Kirche zu den Heiligen Denis und Nikolaus), Kirche mit romanischer Apsis. Der Rest der Kirche wurde im 15., 16. und 19. Jahrhundert umgebaut